# لیمریک، مین
لیمریک، مین (به انگلیسی: Limerick, Maine) یک شهرک در ایالات متحده آمریکا است که در شهرستان یورک، مین واقع شده‌است.

## خصوصیات
لیمریک ۷۳٫۱۷ کیلومترمربع مساحت و ۲٬۸۹۲ نفر جمعیت دارد و ۱۴۳ متر بالاتر از سطح دریا واقع شده‌است.

## نگارخانه

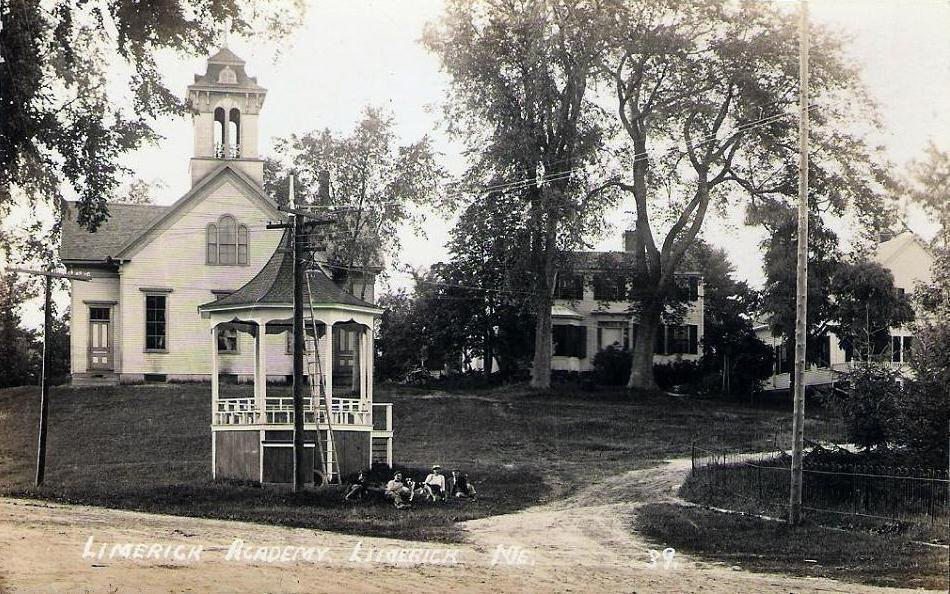
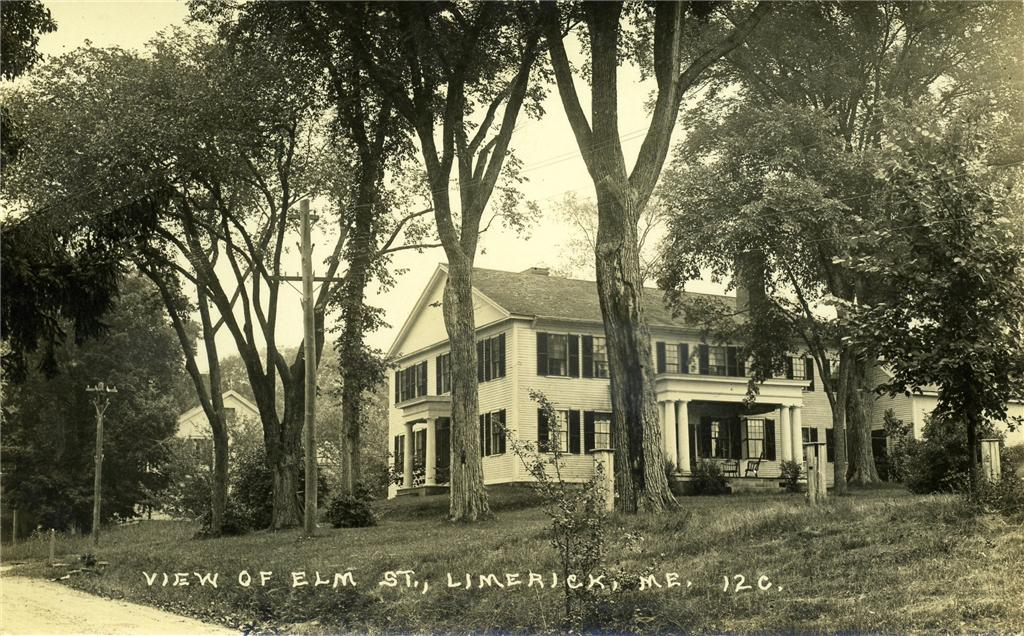
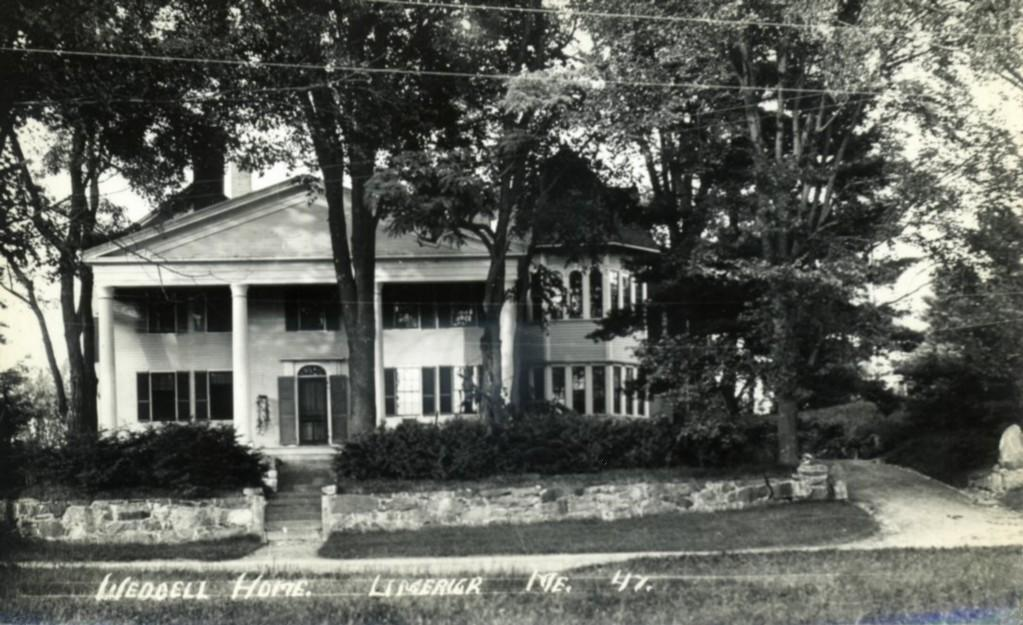
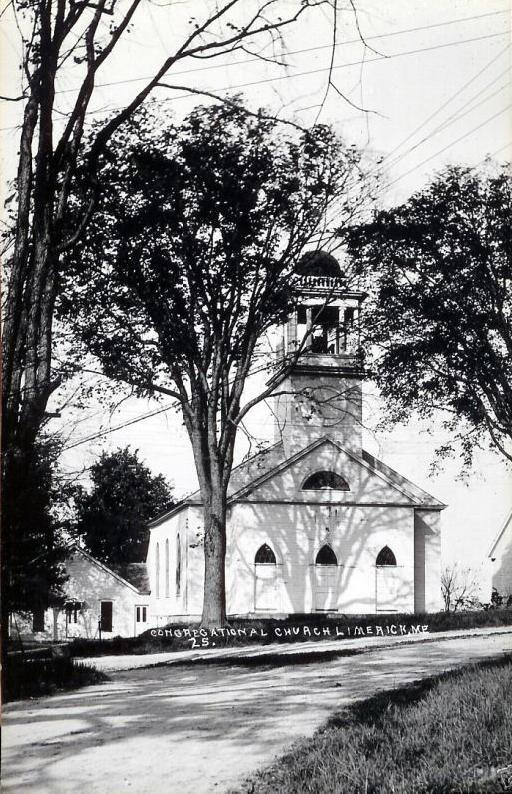